# Iablukove, Huleaipole
Iablukove (în ucraineană Яблукове) este un sat în comuna Rivnopillea din raionul Huleaipole, regiunea Zaporijjea, Ucraina.

## Demografie
Componența lingvistică a localității Iablukove
     Ucraineană (91,67%)
     Rusă (8,33%)
Conform recensământului din 2001, majoritatea populației localității Iablukove era vorbitoare de ucraineană (91,67%), existând în minoritate și vorbitori de rusă (8,33%).